# Meridià 83 a l'oest
El meridià 83 a l'oest de Greenwich és una línia de longitud que s'estén des del pol Nord travessant l'oceà Àrtic, Amèrica, l'oceà Atlàntic, l'oceà Pacífic, l'oceà Antàrtic, i l'Antàrtida fins al pol Sud.
El meridià 83 a l'oest forma un cercle màxim amb el meridià 97 a l'est. Com tots els altres meridians, la seva longitud correspon a una semicircumferència terrestre, uns 20.003,932 km. Al nivell de l'Equador, és a una distància del meridià de Greenwich de 9.239 km.

## De Pol a Pol
Començant en el pol Nord i dirigint-se cap al pol Sud, aquest meridià travessa:
| Coordenades                             | País, territori o mar    | Notes |
| --------------------------------------- | ------------------------ | --- |
| 90° 0′ N, 83° 0′ O / 90.000°N,83.000°O  | Oceà Àrtic               | |
| 82° 17′ N, 83° 0′ O / 82.283°N,83.000°O | Canadà                   | Nunavut — Ellesmere |
| 76° 25′ N, 83° 0′ O / 76.417°N,83.000°O | Estret de Jones          | |
| 75° 45′ N, 83° 0′ O / 75.750°N,83.000°O | Canadà                   | Nunavut — Illa Devon |
| 74° 35′ N, 83° 0′ O / 74.583°N,83.000°O | Estret de Lancaster      | |
| 73° 40′ N, 83° 0′ O / 73.667°N,83.000°O | Canadà                   | Nunavut — Illa de Baffin |
| 69° 58′ N, 83° 0′ O / 69.967°N,83.000°O | Estret de Fury and Hecla | |
| 69° 46′ N, 83° 0′ O / 69.767°N,83.000°O | Canadà                   | Nunavut — Illa Liddon, península de Melville (terra ferma) i illa Winter |
| 66° 12′ N, 83° 0′ O / 66.200°N,83.000°O | Conca de Foxe            | |
| 64° 54′ N, 83° 0′ O / 64.900°N,83.000°O | Canadà                   | Nunavut — Illa Southampton |
| 63° 57′ N, 83° 0′ O / 63.950°N,83.000°O | Estret d'Evans           | |
| 62° 52′ N, 83° 0′ O / 62.867°N,83.000°O | Canadà                   | Nunavut — Illa de Coats |
| 62° 13′ N, 83° 0′ O / 62.217°N,83.000°O | Badia de Hudson          | |
| 55° 16′ N, 83° 0′ O / 55.267°N,83.000°O | Canadà                   | Nunavut — una petita illa sense nom Ontario — des de 55° 13′ N, 85° 0′ O / 55.217°N,85.000°O, terra ferma i l'illa Manitoulin |
| 45° 49′ N, 83° 0′ O / 45.817°N,83.000°O | Llac Huron               | |
| 44° 3′ N, 83° 0′ O / 44.050°N,83.000°O  | Estats Units             | Michigan — passa a través de Detroit (a 42° 20′ N, 83° 0′ O / 42.333°N,83.000°O) |
| 42° 19′ N, 83° 0′ O / 42.317°N,83.000°O | Canadà                   | Ontario — passa a través de Windsor (42° 18′ N, 83° 0′ O / 42.300°N,83.000°O |
| 42° 1′ N, 83° 0′ O / 42.017°N,83.000°O  | Llac Erie                | |
| 41° 32′ N, 83° 0′ O / 41.533°N,83.000°O | Estats Units             | Ohio — passa a través de Columbus (a 39° 57′ N, 83° 0′ O / 39.950°N,83.000°O) Kentucky — des de 38° 43′ N, 83° 0′ O / 38.717°N,83.000°O Virgínia — des de 36° 51′ N, 83° 0′ O / 36.850°N,83.000°O Tennessee — des de 36° 35′ N, 83° 0′ O / 36.583°N,83.000°O Carolina del Nord — des de 35° 46′ N, 83° 0′ O / 35.767°N,83.000°O Carolina del Sud — des de 35° 1′ N, 83° 0′ O / 35.017°N,83.000°O Geòrgia — des de 34° 28′ N, 83° 0′ O / 34.467°N,83.000°O Florida — des de 30° 37′ N, 83° 0′ O / 30.617°N,83.000°O |
| 29° 10′ N, 83° 0′ O / 29.167°N,83.000°O | Golf de Mèxic            | Passa a l'oest de les illes Dry Tortugas, Florida, Estats Units (at 24° 38′ N, 82° 56′ O / 24.633°N,82.933°O) |
| 23° 1′ N, 83° 0′ O / 23.017°N,83.000°O  | Cuba                     | |
| 22° 31′ N, 83° 0′ O / 22.517°N,83.000°O | Mar Carib                | Golf de Batabanó |
| 21° 56′ N, 83° 0′ O / 21.933°N,83.000°O | Cuba                     | Illa de la Juventud |
| 21° 28′ N, 83° 0′ O / 21.467°N,83.000°O | Mar Carib                | passa a través dels Cayos Miskito, Nicaragua (a 14° 23′ N, 83° 0′ O / 14.383°N,83.000°O) · Passa entre les illes del Maíz, Nicaragua (a 12° 13′ N, 83° 0′ O / 12.217°N,83.000°O) |
| 9° 55′ N, 83° 0′ O / 9.917°N,83.000°O   | Costa Rica               | |
| 8° 22′ N, 83° 0′ O / 8.367°N,83.000°O   | Panamà                   | Per uns 8 km |
| 8° 17′ N, 83° 0′ O / 8.283°N,83.000°O   | Costa Rica               | Per uns 4 km |
| 8° 15′ N, 83° 0′ O / 8.250°N,83.000°O   | Oceà Pacífic             | |
| 60° 0′ S, 83° 0′ O / 60.000°S,83.000°O  | Oceà Antàrtic            | |
| 73° 33′ S, 83° 0′ O / 73.550°S,83.000°O | Antàrtida                | Territori Antàrtic Xilè, reclamat per Xile |